# Fire sange med piano
Fire sange med piano is een compositie van Eyvind Alnæs. Alhoewel het opus 1 draagt was het niet de eerste compositie van deze Noorse componist. Alnæs zou al eerder een strijkkwartet hebben gecomponeerd, maar die bleef onuitgegeven. Er is teruggevonden dat deze vier liederen zijn uitgevoerd in april 1892, tegelijkertijd met dat strijkkwartet, een dubbelfuga voor piano quatre mains en een suite voor twee piano’s.
De bekendste Noorse componist Edvard Grieg had vooraf inzage in de partituur van de liederen en zag een veelbelovend componist, aldus een aanbeveling in April 1892. Alnæs zou daardoor de A.C. Houens legat, een soort beurs ontvangen.
De vier liederen zijn:
- Borte op tekst van Henrik Ibsen
- Langs ei å van Aasmund Olavsson Vinje
- Sig, husker du van Holger Drachmann
- Gyngevise van Vilhelm Krag.